# Новоданилівка (станція)
Новоданилівка — проміжна залізнична станція 5-го класу Херсонської дирекції Одеської залізниці на неелектрифікованій лінії Долинська — Миколаїв між станціями Долинська (17 км) та Казанка (9 км). Розташована неподалік  однойменного села Баштанського району Миколаївської області.

## Пасажирське сполучення
На станції Новоданилівка зупиняються приміські поїзди сполученням Миколаїв-Вантажний — Долинська. 